# Sabina (Ohio)
Sabina – wieś w Stanach Zjednoczonych, w stanie Ohio, w hrabstwie Clinton.